# Angarillas

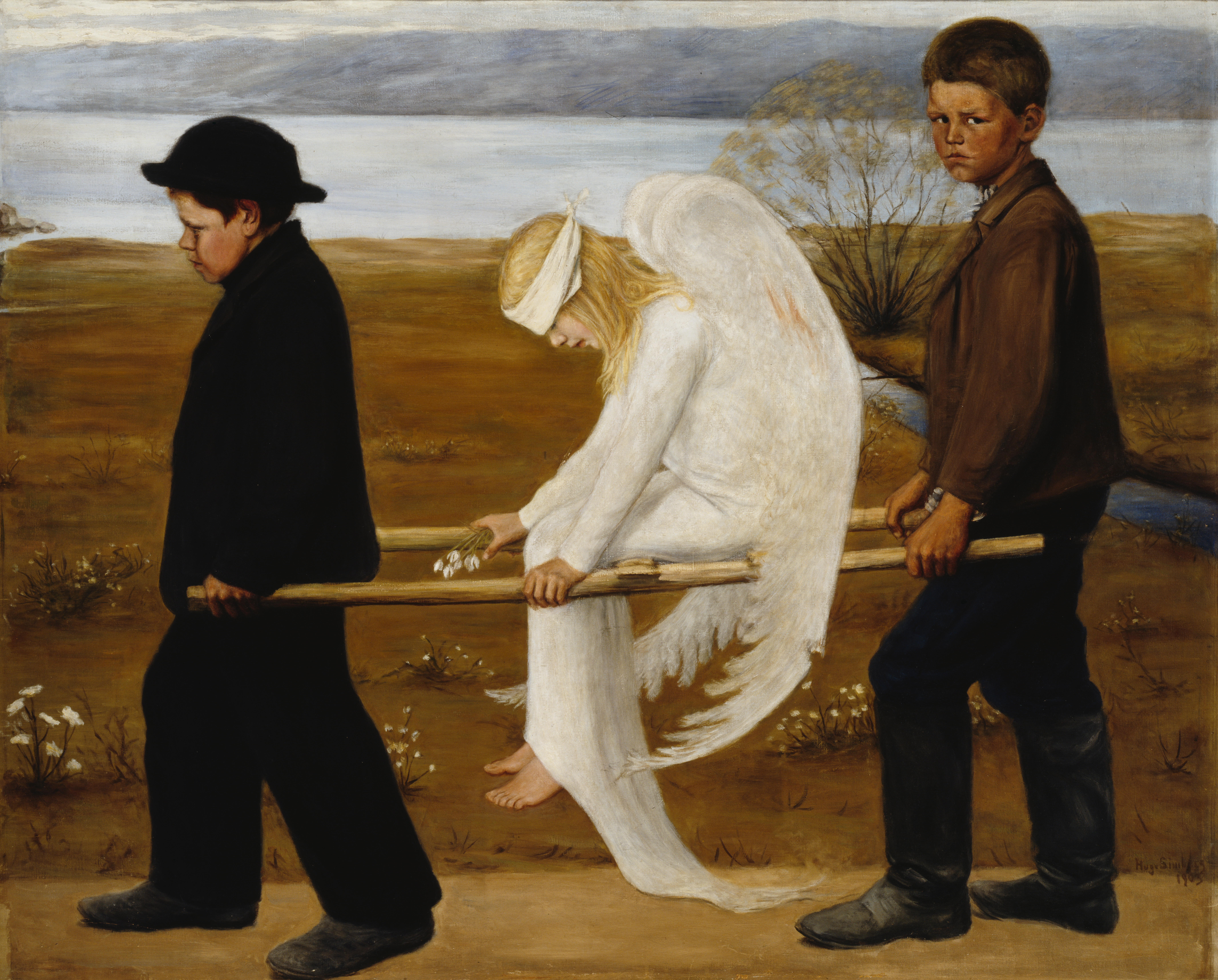
Unas angarillas en El ángel herido (1903) de Hugo Simberg.

Angarilla, angarillas  y andas (del latín «angaria», servicio o prestación de transporte), hacen referencia a varios utensilios de transporte, bien sean los similares a una camilla (angarilla) o unas parihuelas, usados para llevar enfermos, o bien los armazones (angarillas) de carga de materiales, e incluso personas, para instalar sobre las caballerías. Las andas son modelos más grandes, como los utilizados en las procesiones para trasportar los pasos procesionales o los pasos de Semana Santa. Tradicionalmente, la base de la tracción siempre es humana.
Las más primitivas se limitan a una sencilla «armazón de cuatro palos en cuadro», que también pueden usarse como plataforma de contención sobre las caballerías (asnos, mulos, caballos) añadiendo alforjas o bolsas de red que quedarán colgando del armazón.

## Tipología
- Uso laboral: como ingenio en mayor o menor grado improvisado.[7]
- Uso sanitario: como camilla (angarilla) o parihuelas.
- En caballerías: como armazones de diversa estructura adaptables a distintos tipos de caballerías.[8]
- En actos y celebraciones oficiales, religiosas, etc: llamadas andas y compuestas por aparatosas estructuras de madera o hierro.[9]

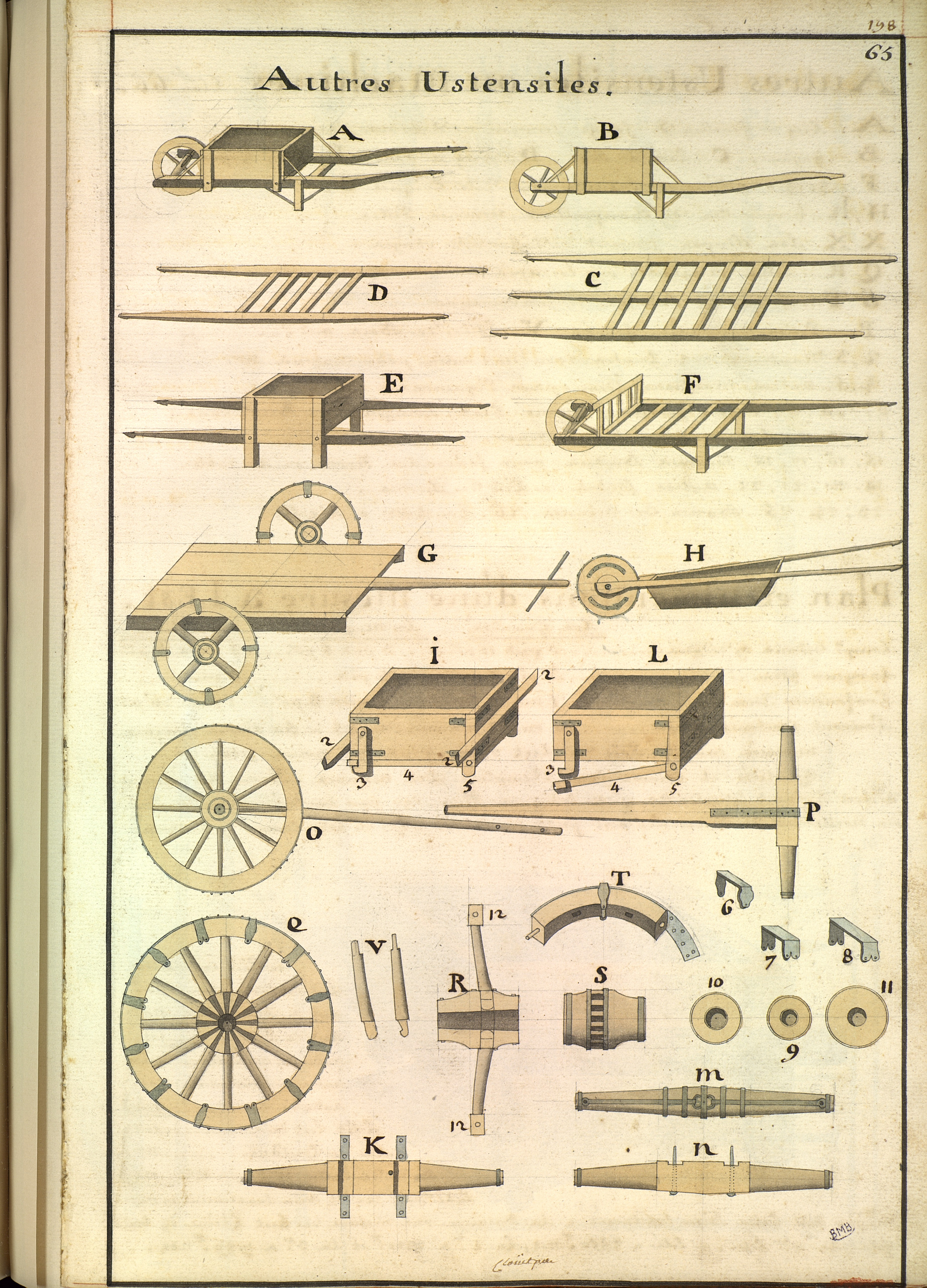
Tipología de carretillas, andas, angarillas, parihuelas, etc.
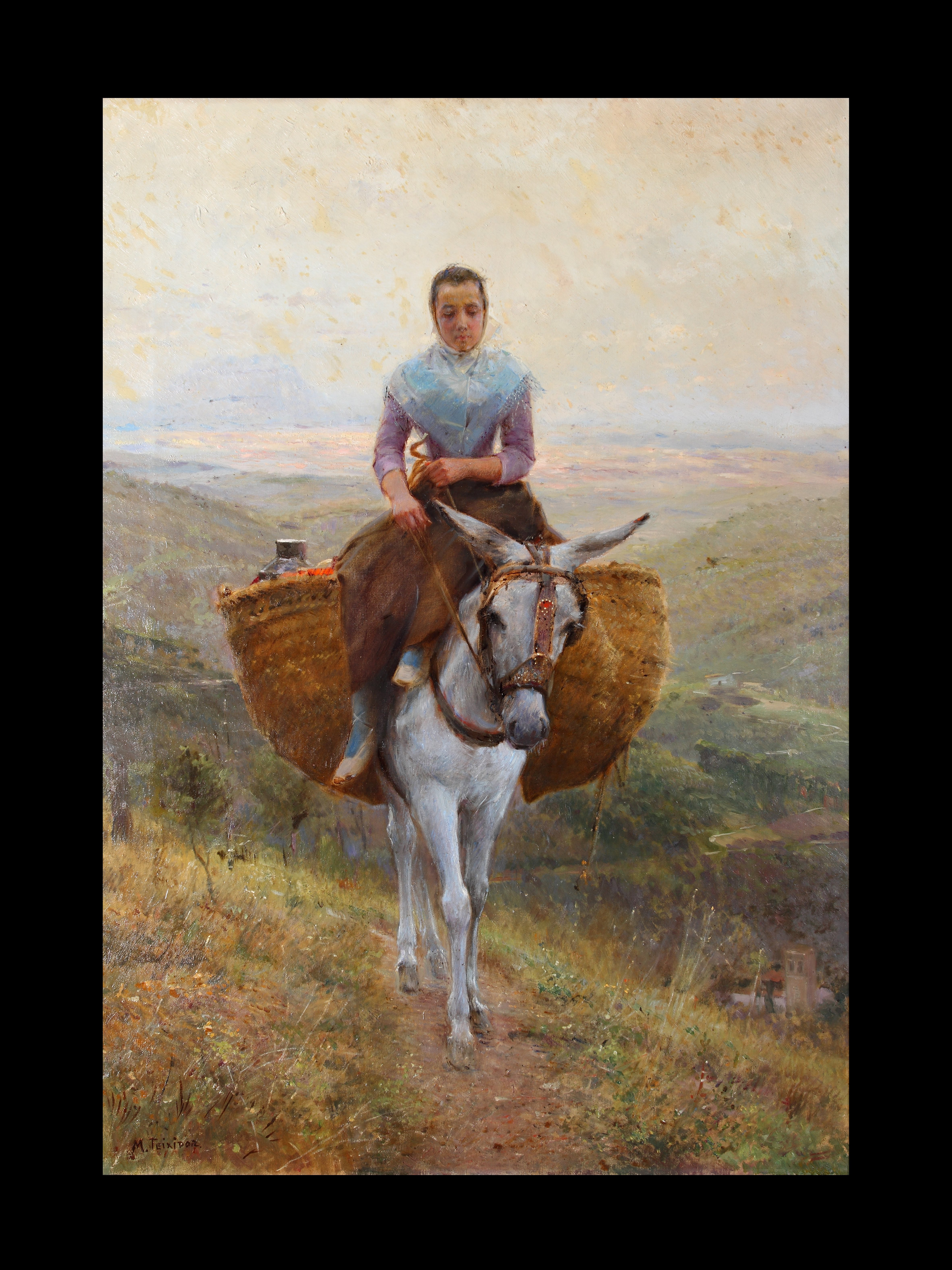
Armazón en un óleo de Modesto Teixidor y Torres
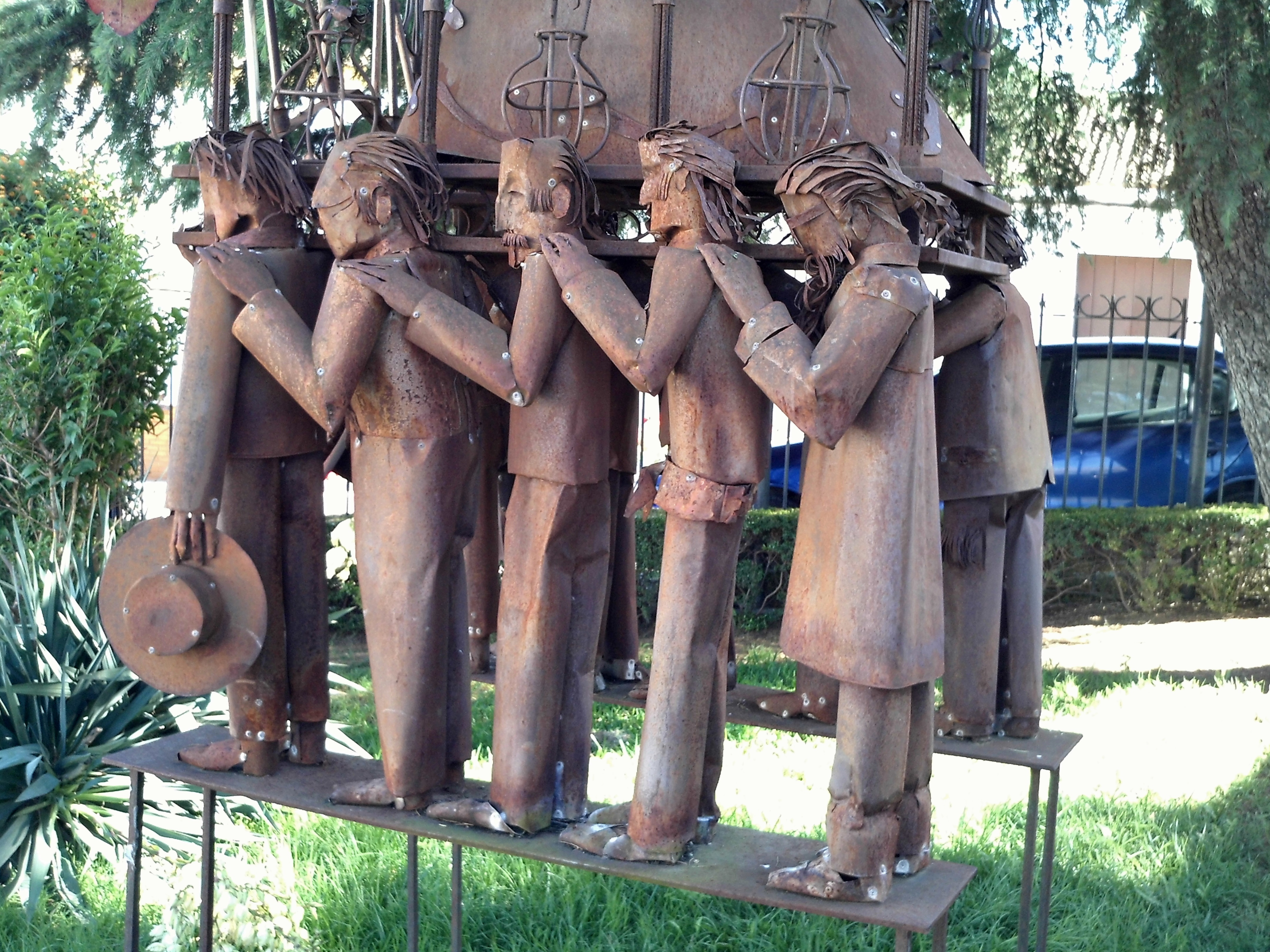
Angarillas en la escultura de un paso procesional (Sevilla)

## Uso literario
Aunque su uso coloquial se ha perdido en gran medida, todavía puede encontrarse el uso literario de angarillas en obras relativamente contemporáneas, como hace el nobel Gabriel García Márquez en su relato La increíble y triste historia de la cándida Eréndira y de su abuela desalmada (1972), utilizando el término en varios contextos que muestran su diversidad funcional.

...improvisaron unas angarillas con restos de trinquetes y botavaras y las amarraron con carlingas de altura para que resistieran el peso del cuerpo hasta los acantilados (...) Viajaba en unas angarillas que habían improvisado sobre el burro, y se protegía del sol inmóvil con el paraguas desvarillado que Eréndira sostenía sobre su cabeza.